# Match de meilleur deuxième de la Ligue nationale de baseball 2014

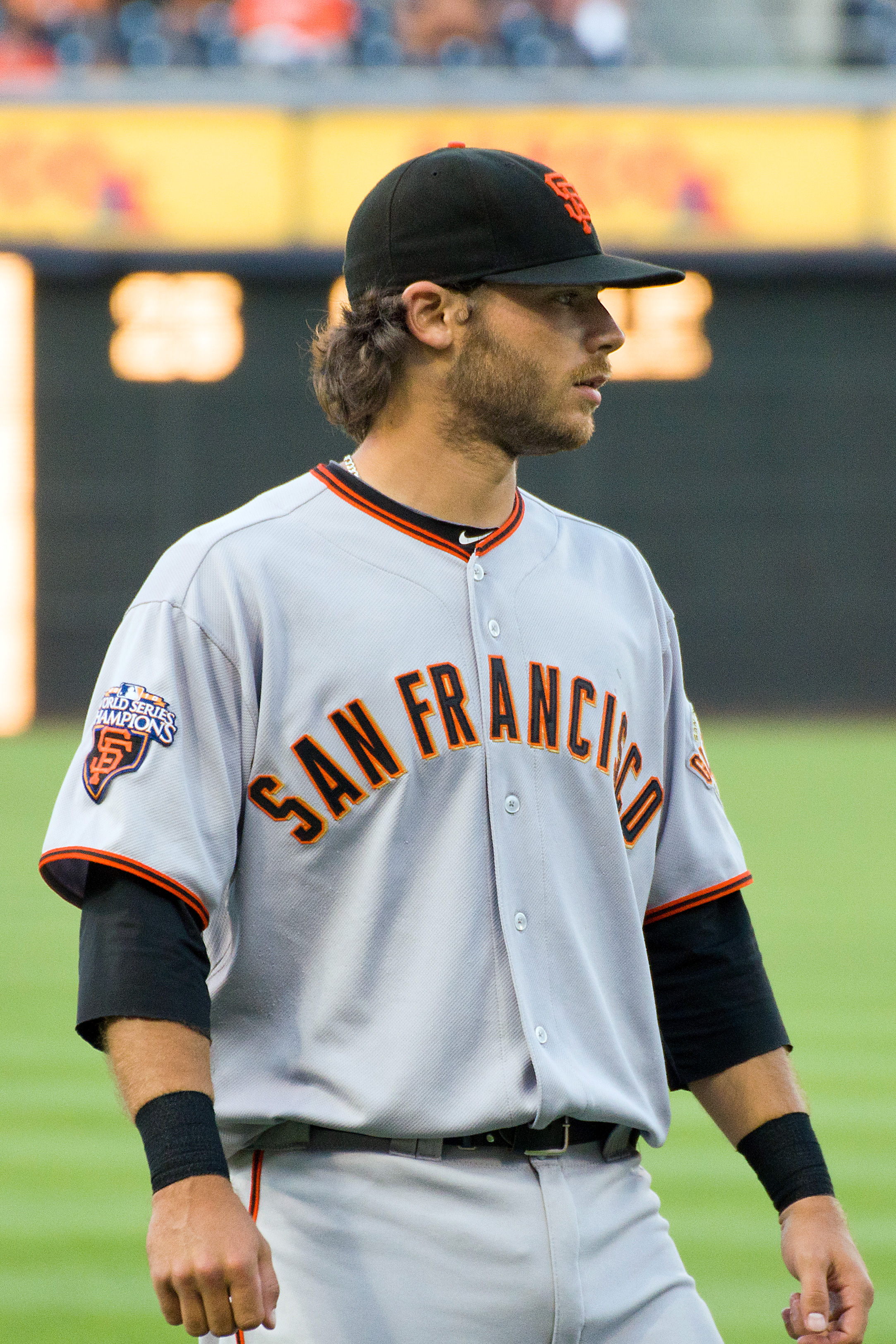
Brandon Crawford devient le premier joueur d'arrêt-court à réussir un grand chelem en éliminatoires.

Le match de meilleur deuxième de la Ligue nationale de baseball 2014 est un match éliminatoire de la Ligue majeure de baseball. Il est joué le mercredi 1er octobre 2014 au PNC Park de Pittsburgh. Avec une victoire de 8-0, les Giants de San Francisco éliminent les Pirates de Pittsburgh et accèdent à la Série de divisions de la Ligue nationale.

## Équipes en présence
La rencontre oppose les deux clubs de la Ligue nationale de baseball qualifiés pour les éliminatoires sans être champions de leur division. 
Les Pirates de Pittsburgh se qualifient une deuxième année de suite en séries éliminatoires comme meilleurs deuxièmes de la Ligue nationale. Ils prennent le second rang de la division Centrale, seulement deux matchs derrière les Cardinals de Saint-Louis, avec 88 victoires pour 74 défaites. Les Pirates s'imposent particulièrement en fin de saison, gagnant 17 matchs sur 26 au cours du mois de septembre. C'est la deuxième année de suite que les Pirates disputent le match de meilleur deuxième, après avoir gagné à Pittsburgh celui de 2013 sur les Reds de Cincinnati.
Les Giants de San Francisco terminent également la saison régulière avec 88 victoires et 74 défaites. Ils prennent le second rang de la division Ouest, 6 matchs derrière les Dodgers de Los Angeles, pour revenir en séries éliminatoires après les avoir ratées en 2013. 
Malgré les fiches identiques des deux adversaires, Pittsburgh détient l'avantage du terrain pour ce match de meilleur deuxième après avoir remporté 4 des 6 affrontements entre les deux clubs en saison régulière 2014. Les deux clubs s'affrontent en éliminatoires pour la première fois depuis la Série de championnat 1971 de la Ligue nationale, remportée 3 victoires à une par Pittsburgh. Pour ce match unique, les Giants confient la balle à leur meilleur lanceur partant, le gaucher Madison Bumgarner, tandis que Pittsburgh mise sur Edinson Volquez. Trois jours plus tôt, les Pirates avaient joué le tout pour le tout, et suscité un certain débat, en faisant lancer leur meilleur partant, Gerrit Cole, au dernier match de la saison régulière, dans une ultime tentative de rejoindre Saint-Louis au sommet de la section Centrale, le club champion de division étant épargné de jouer le match meilleur deuxième.

## Déroulement du match
Mercredi 1er octobre 2014 au PNC Park, Pittsburgh, Pennsylvanie.
| Giants de San Francisco | 0 | 0 | 0 | 4 | 0 | 1 | 2 | 1 | 0 | 8 | 11 | 2 |
| Pirates de Pittsburgh | 0 | 0 | 0 | 0 | 0 | 0 | 0 | 0 | 0 | 0 | 4  | 0 |
| Lanceurs partants : SF : Madison Bumgarner PIT : Edinson Volquez Vic. : Madison Bumgarner Déf. : Edinson Volquez HRs : SF : Brandon Crawford (1) |   |   |   |   |   |   |   |   |   |   |    |   |

Brandon Crawford, des Giants, devient le premier joueur d'arrêt-court de l'histoire à frapper un grand chelem en séries éliminatoires. Il réussit le coup en 4e manche contre le lanceur perdant, Edinson Volquez, pour porter San Francisco en avant, 4-0. Chez les Giants, Brandon Belt connaît une soirée de deux coups sûrs, deux buts-sur-balles et 3 points produits. L'offensive des Pirates ne génère que 4 coups sûrs contre le gaucher Madison Bumgarner, qui lance un match complet et un blanchissage, enregistrant 10 retraits sur des prises.